# Музичка школа „Божидар Трудић” Смедеревска Паланка
Музичка школа „Божидар Трудић” Смедеревска Паланка је основана септембра 1985. године. Школа од 1991. године носи име Божидара Трудића (1911—1989), диригента, композитора и професора, родом из Смедеревске Паланке.
Поред матичне школе постоје и издвојена одељења у местима Велика Плана, Свилајнац, Лапово и Петровац на Млави.